# Gary Anderson
Gary Anderson (* 22. prosince 1970 Musselburgh) je skotský profesionální hráč šipek a bývalá světová jednička organizací BDO a WDF. Je dvojnásobným mistrem světa organizace PDC, turnaj ovládl v letech 2015 a 2016.
Kromě dvou vyhraných mistrovství světa PDC, kdy porazil Phila Taylora 7–6 v roce 2015 a rok poté Adriana Lewise 7–5, skončil třikrát také druhý, a to v letech 2011, 2017 a 2021. Mezi jeho další úspěchy patří vítězství na International Darts League a the World Darts Trophy v roce 2007, v letech 2007 a 2008 vyhrál the Zuiderduin Masters, Premier League ovládl v letech 2011 a 2015, the Players Championship Finals v roce 2014, na UK Open byl nejlepší v roce 2018, ve stejném roce vyhrál i World Matchplay, the Champions League of Darts a v roce 2019 zvítězil na PDC World Cup of Darts.

## Výsledky na mistrovství světa

### BDO
- 2002: První kolo (porazil ho Stefan Nagy 0–3)
- 2003: Semifinále (porazil ho Ritchie Davies 2–5)
- 2004: První kolo (porazil ho Tony O'Shea 0–3)
- 2005: První kolo (porazil ho Raymond van Barneveld 0–3)
- 2006: Druhé kolo (porazil ho Raymond van Barneveld 1–4)
- 2007: První kolo (porazil ho Albertino Essers 1–3)
- 2008: První kolo (porazil ho Fabian Roosenbrand 2–3)
- 2009: Čtvrtfinále (porazil ho Tony O'Shea 3–5)

### PDC
- 2010: Druhé kolo (porazil ho Ronnie Baxter 0–4)
- 2011: Finalista (porazil ho Adrian Lewis 5–7)
- 2012: Čtvrtfinále (porazil ho Simon Whitlock 1–5)
- 2013: Třetí kolo (porazil ho Raymond van Barneveld 0–4)
- 2014: Třetí kolo (porazil ho Michael van Gerwen 3–4)
- 2015: Vítěz (porazil Phila Taylora 7–6)
- 2016: Vítěz (porazil Adriana Lewise 7–5)
- 2017: Finalista (porazil ho Michael van Gerwen 3–7)
- 2018: Čtvrtfinále (porazil ho Phil Taylor 3–5)
- 2019: Semifinále (porazil ho Michael van Gerwen 1–6)
- 2020: Osmifinále (porazil ho Nathan Aspinall 2–4)
- 2021: Finalista (porazil ho Gerwyn Price 3–7)
- 2022: Semifinále (porazil ho Peter Wright 4–6)
- 2023: Třetí kolo (porazil ho Chris Dobey 1–4)
- 2024: Osmifinále (porazil ho Brendan Dolan 3–4)
- 2025: Druhé kolo (porazil ho Jeffrey de Graaf 0–3)

## Finálové zápasy

### Major turnaje BDO: 4 (4 tituly)
| Legenda                          |
| -------------------------------- |
| World Darts Trophy (1–0)         |
| Zuiderduin Masters (2–0)         |
| International Darts League (1–0) |

| Výsledek | No. | Rok  | Turnaj                     | Soupeř       | Skóre    |
| -------- | --- | ---- | -------------------------- | ------------ | -------- |
| Vítěz    | 1.  | 2007 | International Darts League | Mark Webster | 13–9 (s) |
| Vítěz    | 2.  | 2007 | World Darts Trophy         | Phil Taylor  | 7–3 (s)  |
| Vítěz    | 3.  | 2007 | Zuiderduin Masters         | Mark Webster | 5–4 (s)  |
| Vítěz    | 4.  | 2008 | Zuiderduin Masters         | Scott Waites | 5–4 (s)  |

### Major finále PDC: 21 (8 titulů)
| Legenda                            |
| ---------------------------------- |
| Mistrovství světa (2–3)            |
| World Matchplay (1–1)              |
| Premier League (2–0)               |
| World Grand Prix (0–1)             |
| Grand Slam (0–2)                   |
| UK Open (1–1)                      |
| The Masters (0–1)                  |
| Players Championship Finals (1–1)  |
| Champions League of Darts (1–1)    |
| Mistrovství Evropy (0–1)           |
| World Series of Darts Finals (0–1) |

| Výsledek  | No. | Rok  | Turnaj                       | Soupeř                | Skóre     |
| --------- | --- | ---- | ---------------------------- | --------------------- | --------- |
| Finalista | 1.  | 2010 | UK Open                      | Phil Taylor           | 5–11 (l)  |
| Finalista | 2.  | 2011 | Mistrovství světa (1)        | Adrian Lewis          | 5–7 (s)   |
| Finalista | 3.  | 2011 | Players Championship Finals  | Phil Taylor           | 12–13 (l) |
| Vítěz     | 1.  | 2011 | Premier League (1)           | Adrian Lewis          | 10–4 (l)  |
| Finalista | 4.  | 2011 | Grand Slam of Darts (1)      | Phil Taylor           | 4–16 (l)  |
| Vítěz     | 2.  | 2014 | Players Championship Finals  | Adrian Lewis          | 11–6 (l)  |
| Vítěz     | 3.  | 2015 | Mistrovství světa (1)        | Phil Taylor           | 7–6 (s)   |
| Vítěz     | 4.  | 2015 | Premier League (2)           | Michael van Gerwen    | 11–7 (l)  |
| Finalista | 5.  | 2015 | Mistrovství Evropy           | Michael van Gerwen    | 10–11 (l) |
| Vítéz     | 5.  | 2016 | Mistrovství světa (2)        | Adrian Lewis          | 7–5 (s)   |
| Finalista | 6.  | 2016 | World Grand Prix             | Michael van Gerwen    | 2–5 (s)   |
| Finalista | 7.  | 2017 | Mistrovství světa (2)        | Michael van Gerwen    | 3–7 (s)   |
| Finalista | 8.  | 2017 | Masters                      | Michael van Gerwen    | 7–11 (l)  |
| Finalista | 9.  | 2017 | Champions League of Darts    | Mensur Suljović       | 9–11 (l)  |
| Finalista | 10. | 2017 | World Series of Darts Finals | Michael van Gerwen    | 6–11 (l)  |
| Vítěz     | 6.  | 2018 | UK Open                      | Corey Cadby           | 11–7 (l)  |
| Vítěz     | 7.  | 2018 | World Matchplay              | Mensur Suljović       | 21–19 (l) |
| Vítěz     | 8.  | 2018 | Champions League of Darts    | Peter Wright          | 11–4 (l)  |
| Finalista | 11. | 2018 | Grand Slam of Darts (2)      | Gerwyn Price          | 13–16 (l) |
| Finalista | 12. | 2020 | World Matchplay              | Dimitri Van den Bergh | 10–18 (l) |
| Finalista | 13. | 2021 | Mistrovství světa (3)        | Gerwyn Price          | 3–7 (s)   |

### Světová série PDC: 7 (6 titulů)
| Legenda                     |
| --------------------------- |
| World Series of Darts (6–1) |

| Výsledek  | No. | Rok  | Turnaj                 | Soupeř                | Skóre    |
| --------- | --- | ---- | ---------------------- | --------------------- | -------- |
| Vítěz     | 1.  | 2016 | Dubai Darts Masters    | Michael van Gerwen    | 11–9 (l) |
| Vítěz     | 2.  | 2016 | Auckland Darts Masters | Adrian Lewis          | 11–7 (l) |
| Vítěz     | 3.  | 2016 | Tokyo Darts Masters    | Michael van Gerwen    | 8–6 (l)  |
| Vítěz     | 4.  | 2017 | Dubai Darts Masters    | Michael van Gerwen    | 11–7 (l) |
| Vítěz     | 5.  | 2017 | Perth Darts Masters    | Raymond van Barneveld | 11–7 (l) |
| Vítěz     | 6.  | 2018 | US Darts Masters       | Rob Cross             | 8–4 (l)  |
| Finalista | 1.  | 2022 | Nordic Darts Masters   | Dimitri Van den Bergh | 5–11 (l) |

### Týmové turnaje PDC: 4 (1 titul)
| Výsledek  | No. | Rok  | Turnaj             | Tým     | Spoluhráč    | Soupeři                                                 | Skóre    |
| --------- | --- | ---- | ------------------ | ------- | ------------ | ------------------------------------------------------- | -------- |
| Finalista | 1.  | 2015 | World Cup of Darts | Skotsko | Peter Wright | Anglie – Phil Taylor a Adrian Lewis                     | 2–3 (z)  |
| Finalista | 2.  | 2018 | World Cup of Darts | Skotsko | Peter Wright | Nizozemsko – Michael van Gerwen a Raymond van Barneveld | 1–3 (z)  |
| Vítěz     | 1.  | 2019 | World Cup of Darts | Skotsko | Peter Wright | Irsko – Steve Lennon a William O'Connor                 | 3–1 (z)  |
| Finalista | 3.  | 2023 | World Cup of Darts | Skotsko | Peter Wright | Wales – Gerwyn Price a Jonny Clayton                    | 2–10 (l) |

## Výsledky na turnajích

### BDO
| Turnaj                     | 2001           | 2002           | 2003           | 2004           | 2005           | 2006 | 2007 | 2008 | 2009 |
| -------------------------- | -------------- | -------------- | -------------- | -------------- | -------------- | ---- | ---- | ---- | ---- |
| Mistrovství světa          | DNQ            | 1R             | SF             | 1R             | 1R             | 2R   | 1R   | 1R   | QF   |
| World Masters              | 3R             | DNP            | QF             | 3R             | QF             | 4R   | DNP  | 6R   | PDC  |
| International Darts League | NH             | NH             | DNQ            | RR             | DNQ            | RR   | W    | NH   | NH   |
| World Darts Trophy         | NH             | DNQ            | 2R             | 1R             | 1R             | 2R   | W    | NH   | NH   |
| Zuiderduin Masters         | Nezúčastnil se | Nezúčastnil se | Nezúčastnil se | Nezúčastnil se | Nezúčastnil se | NH   | W    | W    | PDC  |

### PDC
| Turnaj                          | 2007        | 2008        | 2009        | 2010        | 2011        | 2012        | 2013        | 2014        | 2015        | 2016        | 2017           | 2018           | 2019           | 2020           | 2021           | 2022           | 2023           | 2024           | 2025           |
| ------------------------------- | ----------- | ----------- | ----------- | ----------- | ----------- | ----------- | ----------- | ----------- | ----------- | ----------- | -------------- | -------------- | -------------- | -------------- | -------------- | -------------- | -------------- | -------------- | -------------- |
| Hodnocené televizní turnaje     |             |             |             |             |             |             |             |             |             |             |                |                |                |                |                |                |                |                |                |
| Mistrovství světa               | BDO         | BDO         | BDO         | 2R          | F           | QF          | 3R          | 3R          | W           | W           | F              | QF             | SF             | 4R             | F              | SF             | 3R             | 4R             | 2R             |
| World Masters                   | Nekonalo se | Nekonalo se | Nekonalo se | Nekonalo se | Nekonalo se | Nekonalo se | DNQ         | QF          | SF          | 1R          | F              | SF             | WD             | SF             | 2R             | 2R             | 2R             | DNQ            | 1R             |
| UK Open                         | BDO         | BDO         | 2R          | F           | 4R          | 4R          | 4R          | 5R          | 3R          | 4R          | 3R             | W              | 4R             | 6R             | 4R             | 4R             | 6R             | 6R             | 4R             |
| World Matchplay                 | BDO         | BDO         | 2R          | 2R          | 1R          | 1R          | 2R          | SF          | 2R          | SF          | 2R             | W              | 2R             | F              | 2R             | 1R             | 2R             | 1R             |                |
| World Grand Prix                | BDO         | BDO         | 2R          | QF          | 1R          | 1R          | QF          | SF          | 2R          | F           | WD             | QF             | 2R             | QF             | 1R             | 1R             | 2R             | 2R             |                |
| Mistrovství Evropy              | NH          | DNP         | QF          | 1R          | 2R          | DNP         | DNP         | 1R          | F           | 1R          | Nezúčastnil se | Nezúčastnil se | Nezúčastnil se | Nezúčastnil se | Nezúčastnil se | Nezúčastnil se | DNQ            | QF             |                |
| Grand Slam of Darts             | SF          | SF          | 2R          | QF          | F           | 2R          | 2R          | 2R          | 2R          | SF          | SF             | F              | QF             | 2R             | 2R             | DNQ            | QF             | SF             |                |
| Players Championship Finals     | NH          | NH          | DNP         | 1R          | F/2R        | QF          | QF          | W           | 2R          | 2R          | 1R             | SF             | DNQ            | 2R             | 3R             | 2R             | 2R             | 1R             |                |
| Nehodnocené televizní turnaje   |             |             |             |             |             |             |             |             |             |             |                |                |                |                |                |                |                |                |                |
| Premier League Darts            | BDO         | BDO         | DNP         | DNP         | W           | 8.          | 10.         | SF          | W           | SF          | SF             | SF             | WD             | SF             | 8.             | 8.             | Nezúčastnil se | Nezúčastnil se | Nezúčastnil se |
| World Cup of Darts              | Nekonalo se | Nekonalo se | Nekonalo se | QF          | NH          | 2R          | 2R          | DNQ         | F           | QF          | 1R             | F              | W              | WD             | WD             | DNP            | F              | SF             | 2R             |
| World Series of Darts Finals    | Nekonalo se | Nekonalo se | Nekonalo se | Nekonalo se | Nekonalo se | Nekonalo se | Nekonalo se | Nekonalo se | 2R          | 2R          | F              | 2R             | 2R             | WD             | 2R             | 2R             | DNP            | DNP            |                |
| Bývalé televizní turnaje        |             |             |             |             |             |             |             |             |             |             |                |                |                |                |                |                |                |                |                |
| Champions League of Darts       | Nekonalo se | Nekonalo se | Nekonalo se | Nekonalo se | Nekonalo se | Nekonalo se | Nekonalo se | Nekonalo se | Nekonalo se | SF          | F              | W              | RR             | Nekonalo se    | Nekonalo se    | Nekonalo se    | Nekonalo se    | Nekonalo se    | Nekonalo se    |
| Las Vegas Desert Classic        | BDO         | QF          | Nekonalo se | Nekonalo se | Nekonalo se | Nekonalo se | Nekonalo se | Nekonalo se | Nekonalo se | Nekonalo se | Nekonalo se    | Nekonalo se    | Nekonalo se    | Nekonalo se    | Nekonalo se    | Nekonalo se    | Nekonalo se    | Nekonalo se    | Nekonalo se    |
| Championship League             | NH          | DNP         | RR          | RR          | RR          | RR          | Nekonalo se | Nekonalo se | Nekonalo se | Nekonalo se | Nekonalo se    | Nekonalo se    | Nekonalo se    | Nekonalo se    | Nekonalo se    | Nekonalo se    | Nekonalo se    | Nekonalo se    | Nekonalo se    |
| Statistika                      |             |             |             |             |             |             |             |             |             |             |                |                |                |                |                |                |                |                |                |
| Pořadí v žebříčku na konci roku | BDO         | BDO         | 34          | 11          | 4           | 4           | 18          | 4           | 2           | 2           | 3              | 4              | 5              | 13             | 6              | 22             | 27             | 14             |                |

| Legenda | Legenda | Legenda | Legenda        | Legenda | Legenda           | Legenda | Legenda     | Legenda | Legenda |
| ------- | ------- | ------- | -------------- | ------- | ----------------- | ------- | ----------- | ------- | ------- |
| #R      | kolo    | QF      | čtvrtfinále    | SF      | semifinále        | F       | finalista   | W       | vítěz   |
| RR      | skupina | DNP     | nezúčastnil se | DNQ     | nekvalifikoval se | NH      | nekonalo se | C       | zrušeno |